# 橫濱體育及文化會
橫濱體育及文化會，常稱為YSCC橫濱、Y.S.C.C.、橫濱SCC或橫濱體育，一支位於神奈川縣橫濱的日本足球會，球會有多支分部，但最著名的是足球部。球會已是日職聯加盟球會，雖然在2013年的末屆日足聯表現不濟，只排第12名，但仍獲得參加日丙的資格。在首個日丙球季，他們33戰只取得24分敬陪末席，但由於日丙未設升降班制度，他們不需要降班。

## 球員名單
截至2022年2月5日。
註釋：國旗表示球員在國際足聯資格規則定義的國家隊。球員可能擁有一個以上非國際足聯國籍。
| 號碼 |                        | 位置 | 球員            |
| ---- | ---------------------- | ---- | --------------- |
| 1    | 日本                   | 门将 | 佐川亮介        |
| 2    | 日本                   | 后卫 | 花房稔          |
| 3    | 日本                   | 后卫 | 宗近慧          |
| 4    | 日本                   | 中场 | 土館賢人        |
| 5    | 日本                   | 中场 | 宮内寛斗        |
| 6    | 日本                   | 后卫 | 藤原拓也        |
| 7    | 日本                   | 中场 | 神田夢實        |
| 8    | 日本                   | 中场 | 吉田明生        |
| 9    | 日本                   | 中场 | 大泉和也        |
| 10   | 日本                   | 中场 | 柳雄太郎        |
| 11   | 日本                   | 前锋 | 喬恩·佩德森     |
| 13   | 日本                   | 前锋 | 河邊駿太郎      |
| 14   | 日本                   | 中场 | 菊谷篤資        |
| 15   | 朝鲜民主主义人民共和国 | 前锋 | 韓勇岐          |
| 16   | 日本                   | 门将 | 谷俊勲          |
| 17   | 日本                   | 后卫 | 吉野裕太郎      |
| 18   | 奈及利亞               | 前锋 | 普羅米斯·烏古楚 |

| 號碼 |      | 位置 | 球員                     |
| ---- | ---- | ---- | ------------------------ |
| 19   | 日本 | 中场 | 和田幹大                 |
| 20   | 日本 | 中场 | 田場迪亞高               |
| 21   | 日本 | 中场 | 山本凌太郎               |
| 22   | 日本 | 中场 | 松井大輔                 |
| 23   | 香港 | 中场 | 歐陽耀                   |
| 24   | 日本 | 中场 | 林友哉                   |
| 25   | 日本 | 后卫 | 西山峻太                 |
| 26   | 日本 | 中场 | 植村友哉                 |
| 27   | 日本 | 前锋 | 古山蓮                   |
| 28   | 日本 | 前锋 | 亞歷山大·貝本揚·日高     |
| 29   | 日本 | 前锋 | 中村海渡                 |
| 30   | 日本 | 后卫 | 中村駿                   |
| 32   | 日本 | 中场 | 古宿理久（外借自橫濱FC） |
| 33   | 日本 | 后卫 | 西山雄介                 |
| 34   | 日本 | 中场 | 脇坂崚平                 |
| 35   | 日本 | 后卫 | 橋本恭輔                 |
| 40   | 日本 | 门将 | 石井僚（外借自浦和紅鑽） |

## 2021年球季
緬甸國家隊門將派良雄（Pyae Lyan Aung），隨緬甸國家隊作客到日本比賽，在賽前奏國歌時，高舉三指手勢，其後他因害怕遭迫害拒絕回國，留日申請庇護，最近這位緬甸國腳就獲得J3球隊YSCC橫濱青睞，加盟球隊成為實習生。

## 外部連結
- （日語） 橫濱體育及文化會官方網站